# Pierrik Jocteur-Monrozier
Pierrik Jocteur Monrozier, né le 23 mars 1998 à Toulouse, est un athlète français licencié au SATUC.

## Carrière
En 2019 il est sacré champion d'Europe de cross par équipe en catégorie Espoirs a Lisbonne.
Pierrik Jocteur Monrozier est sacré champion de France du 1 500 mètres en salle en 2020 à Liévin.